# Подурі (Бакеу)
Подурі (рум. Poduri) — село у повіті Бакеу в Румунії. Входить до складу комуни Подурі.
Село розташоване на відстані 229 км на північ від Бухареста, 30 км на захід від Бакеу, 109 км на південний захід від Ясс, 116 км на північний схід від Брашова.

## Населення
За даними перепису населення 2002 року у селі проживали 1674 особи, з них 1673 особи (99,9%) румунів. Усі жителі села рідною мовою назвали румунську.